# Berginus tamarisci
Berginus tamarisci är en skalbaggsart som beskrevs av Thomas Vernon Wollaston 1854. Berginus tamarisci ingår i släktet Berginus, och familjen vedsvampbaggar. Arten förekommer tillfälligt i Sverige, men reproducerar sig inte.